# Zsolt Gárdonyi
Zsolt Gárdonyi [ˈʒolt ˈɡaːrdoɲi] (* 21. März 1946 in Budapest, Ungarn) ist ein ungarndeutscher Komponist und Organist. Er ist der Sohn des Komponisten und Musikwissenschaftlers Zoltán Gárdonyi (1906–1986).

## Leben
Zsolt Gárdonyi studierte Komposition, Orgel, Musiktheorie und Kirchenmusik. Mit 19 Jahren wurde er Preisträger des Hochschulwettbewerbes Budapest sowohl im Fach Orgel als auch im Fach Komposition. Mit 24 wurde er hauptamtlicher A-Kirchenmusiker an der Alexanderkirche in Wildeshausen (Niedersachsen) und mit 34 Jahren Professor für Musiktheorie an der Hochschule für Musik Würzburg.
Seine Gastvorlesungen und Meisterkurse führten ihn an verschiedene europäische und amerikanische Hochschulen, seine rege internationale Konzerttätigkeit als Organist beschloss er anlässlich seines 70. Geburtstages 2016 mit einem vielbeachteten Abschiedskonzert im Orgelpark Amsterdam. Das vielseitige Lebenswerk von Zsolt Gárdonyi als Komponist und Musiktheoretiker wird durch verschiedene Rundfunk- und CD-Produktionen im In- und Ausland sowie durch zahlreiche Veröffentlichungen dokumentiert. 1980 erschien sein Lehrbuch Kontrapunkt (Möseler, Wolfenbüttel und Zürich) und 1990 (überarbeitete und erweiterte Neuausgabe 2002) seine gemeinsam mit Hubert Nordhoff verfasste HARMONIK. Seine Orgelkomposition LIFT HIGH THE CROSS wurde 2019 durch seinen Sohn Daniel Gárdonyi uraufgeführt, der als Konzertorganist die Familientradition weiterführt.
Seine Forschungsschwerpunkte sind:
- die Harmonik des 19. und 20. Jahrhunderts (u. a. von Liszt, Debussy,  Ravel, Skrjabin und Messiaen)
- die Zusammenhänge zwischen Komposition, Interpretation, Analyse und Improvisation.

## Auszeichnungen
- 1979 Bayerischer Staatspreis

- 2000 Ehrendoktorwürde der Reformierten Theologischen Universität Debrecen

- 2011 Verdienstmedaille des Staatspräsidenten der Republik Ungarn

- 2023 Ungarischer Verdienstorden